# Azazga
Pour les articles homonymes, voir Azazga (homonymie).
Azazga (en kabyle : Iɛeẓẓugen, en tifinagh : ⵉⵄⵥⵥⵓⴳⵏ, en arabe : عزازقة) est une commune de la wilaya de Tizi Ouzou en Algérie. Elle est située à 30 km au sud du littoral méditerranéen, à 30 km à l'est de Tizi Ouzou et à 90 km à l'ouest de Béjaïa.

## Géographie

### Localisation
Azazga se situe sur la route nationale 12, appelée aussi la route de la Kabylie, qui relie Thenia à Béjaia via Tizi Ouzou.
| Aghribs      | Aghribs • Akerrou | Akerrou  |
| Freha, Mekla | Azazga            | Yakouren |
| Ifigha       | Ifigha • Souamaâ  | Souamaâ  |

Située en amont du Fleuve Sebaou, Azazga a su tirer profit de sa position géographique entre les deux principales villes de Kabylie (Tizi Ouzou et Béjaïa). Elle est devenue un important centre urbain.

### Relief et géologie
Azazga fut bâtie sur un terrain marécageux nommé « ilmathen » (Ilmaten, les marécages), asséché pour les besoins de l'agriculture ; jusqu'en 1962 il y avait des dizaines de fontaines dans toute la ville.
D'une superficie de 77,05 km2, la commune se trouve à 550 mètres d'altitude, entourée de montagnes, de forêts, de terres agricoles, de rivières et du fleuve Sébaou. Le point culminant d'Azazga, situé à Ait Bouhini est à 1 000 mètres d'altitude.
Le territoire de la commune est constitué principalement de :
- sous-bois et forêts : 4 387 ha ;
- terres improductives et incultes (maquis) : 1 267 ha ;
- pacage et parcours : 340 ha ;
- surfaces agricoles utiles : 1 711 ha.

### Routes

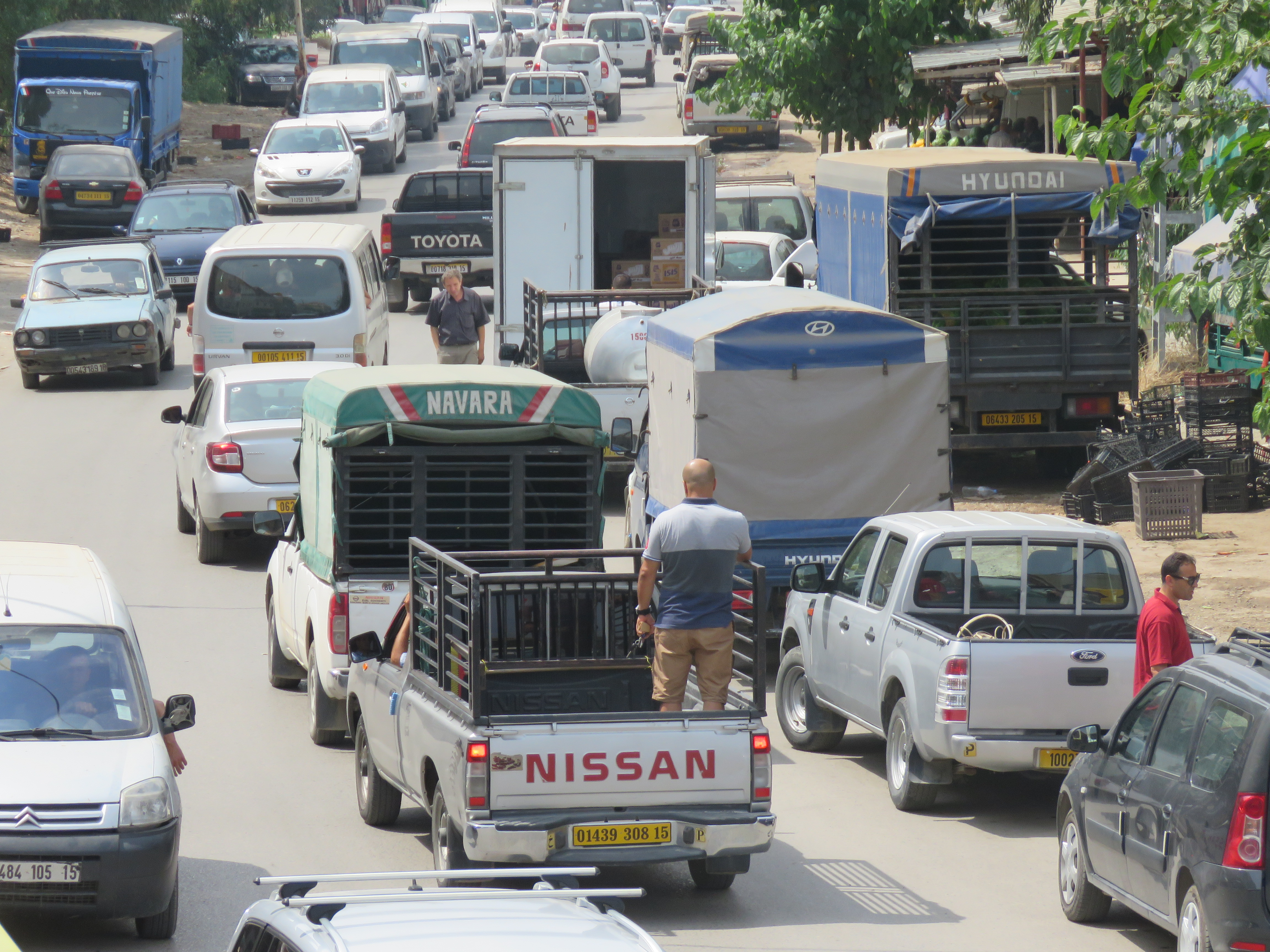
Trafic dense sur l'artère principale à Azazga.

La commune est traversée par les routes suivantes :
- RN 12 : Thneia-Bejaia ;
- RN 71 : Dellys-Ath-Yenni ;
- l’évitement de la ville d'Azazga d'une longueur de 8,5 km permet de contourner la ville en un temps record.

### Climat
Azazga se situe dans la zone du climat méditerranéen (Köppen : Csa). En hiver il pleut bien plus qu'en été et chaque année les précipitations sont en moyenne de 944 mm.
| Mois                              | jan. | fév. | mars | avril | mai  | juin | jui. | août | sep. | oct. | nov. | déc. |
| --------------------------------- | ---- | ---- | ---- | ----- | ---- | ---- | ---- | ---- | ---- | ---- | ---- | ---- |
| Température minimale moyenne (°C) | 5,6  | 6,3  | 7,9  | 9,6   | 13   | 16,7 | 20   | 20,6 | 18,5 | 14,3 | 10   | 6,2  |
| Température moyenne (°C)          | 9,1  | 10,1 | 12   | 14,2  | 17,7 | 21,5 | 25,2 | 25,9 | 23,2 | 18,5 | 13,7 | 9,9  |
| Température maximale moyenne (°C) | 12,7 | 13,9 | 16,1 | 18,8  | 22,5 | 26,4 | 30,4 | 31,2 | 27,9 | 22,7 | 17,4 | 13,7 |
| Précipitations (mm)               | 161  | 103  | 104  | 67    | 53   | 25   | 3    | 8    | 43   | 81   | 134  | 162  |

| Diagramme climatique                                  |            |            |           |          |            |         |           |            |            |           |            |
| J                                                     | F          | M          | A         | M        | J          | J       | A         | S          | O          | N         | D          |
| 12,75,6161                                            | 13,96,3103 | 16,17,9104 | 18,89,667 | 22,51353 | 26,416,725 | 30,4203 | 31,220,68 | 27,918,543 | 22,714,381 | 17,410134 | 13,76,2162 |
| Moyennes : • Temp. maxi et mini °C • Précipitation mm |            |            |           |          |            |         |           |            |            |           |            |

### Communes limitrophes
| Aghribs      | Aghribs, Akerrou | Yakouren |
| Freha        | Azazga           | Yakouren |
| Freha, Mekla | Souamâa          | Ifigha   |

### Localités de la commune

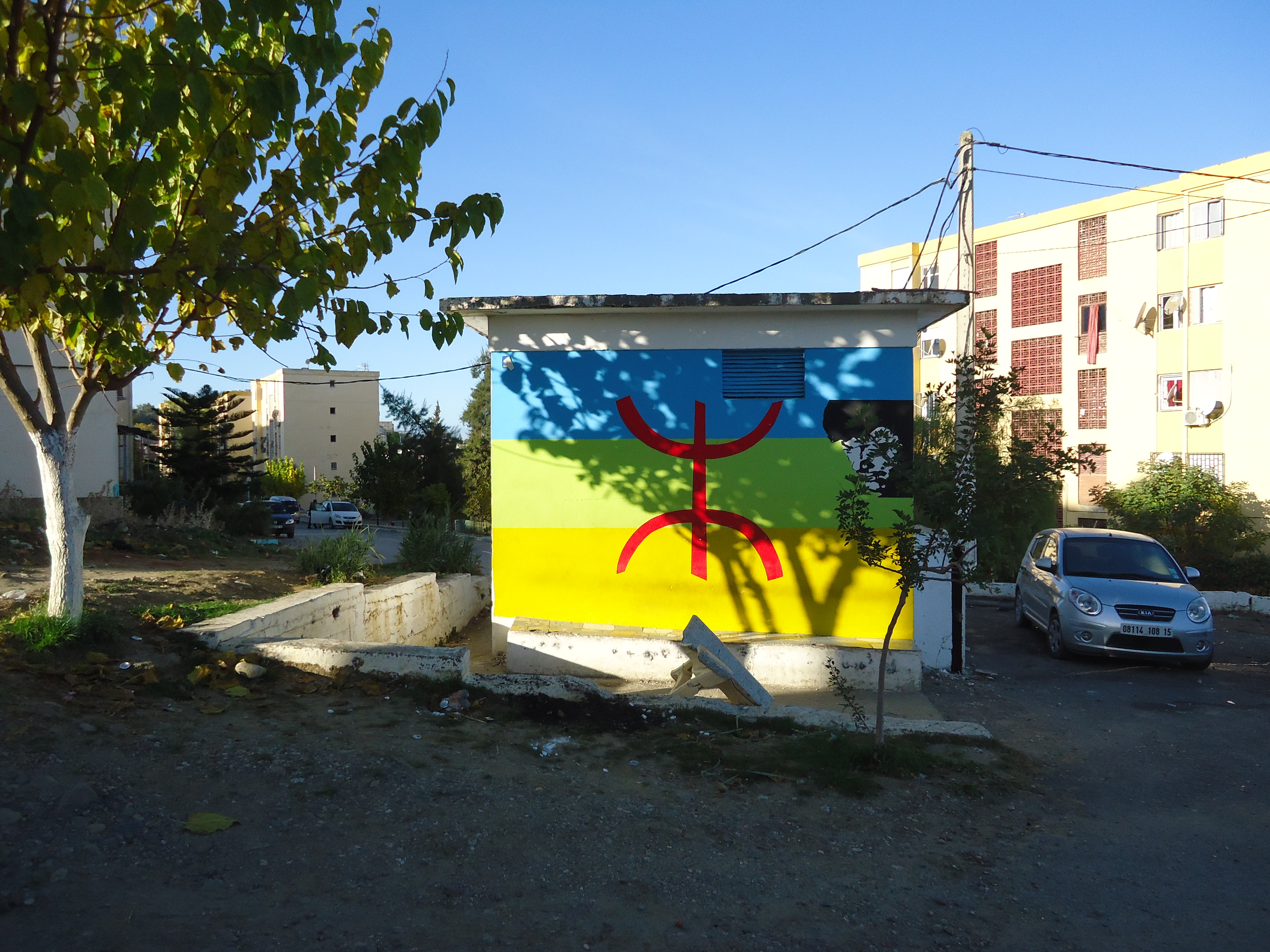
Fresque murale du drapeau berbère à Tizi Bouchene.

En 1984, la commune d'Azazga est constituée des localités suivantes (18 villages) :
- Agouni Guizen (Aghni Guizen)
- Aït Ali
- Aït Bouada
- Azazga
- Boubroun
- Cheurfa
- Flikki
- Hendou
- Ighil Bouzel
- Imlel
- Rabta
- Tadert
- Tala Oukouchach
- Tinkicht
- Tinssouine
- Tirsatine Ouarkik (Thirsathine)
- Tizi Bouchène

### Risques naturels
Azazga est affectée par plusieurs instabilités de terrain, ainsi le périmètre urbain de la ville d'Azazga est de 920 ha, dont 440 ha sont déclarés comme zone défavorable à la construction, la partie nord de la ville a connu plusieurs fois des glissements de terrain en 1953, en 1973, en 1985 ; le dernier en date remonte à 2012 durant les fortes précipitations de neige qu'a connues la région.
C'est également une région où des secousses sismiques peuvent se faire ressentir, jusqu'à présent pas de gros dégâts liés aux tremblement de terre enregistrés.

## Toponymie

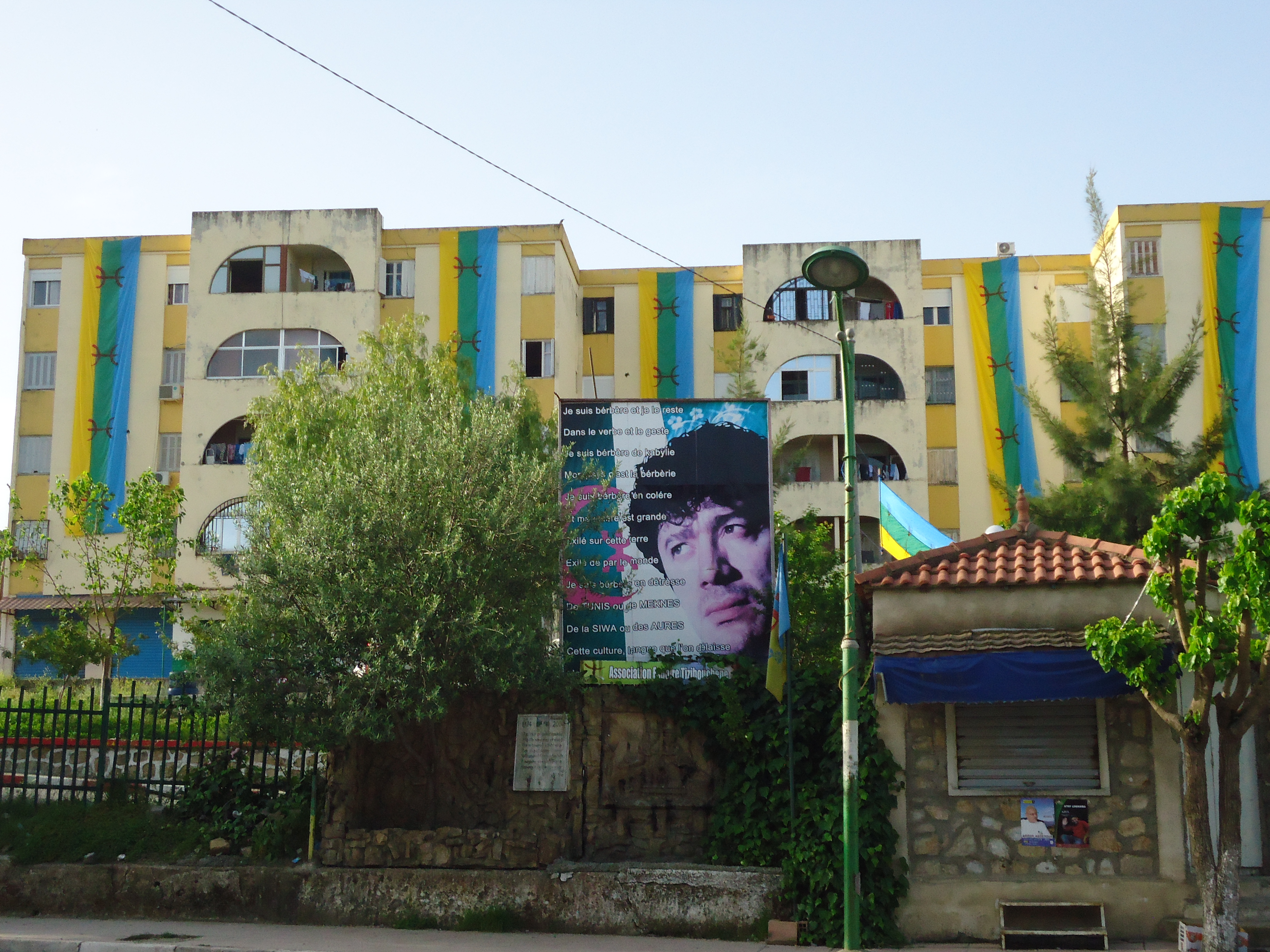
Célébration du 36e anniversaire du Printemps Berbère à Tizi Bouchene, le 20 avril 2016.

Azazga est la forme arabisée puis francisée du nom kabyle Iεazzugen, signifiant « les sourds » ; contrairement à la croyance populaire qui explique le nom par le fait que la population du lieu était sourde aux tentatives de soumission à la conquête française, l'origine du nom est bien plus ancienne.

## Histoire
Créée pendant la période de colonisation française en 1882, elle était le chef-lieu de la commune du Haut-Sébaou. Le célèbre bandit, Ahmed Saïd ou Abdoun, est originaire de la commune. 
Les habitants d'Azazga ont joué un rôle essentiel lors de la guerre d’Algérie[réf. nécessaire] menés par les habitants du village Iaazougen. Le 1er novembre 1954, le capitaine Saïd Mehlal et le commandant Ahmed Zaidat, furent les chefs instigateurs de l'Opération Oiseau bleu ainsi qu'en 1963 durant la révolte kabyle contre le pouvoir de Ben Bella, ancien président algérien.
De même, durant les émeutes du Printemps noir de 2001 où il y eut près de 128 morts et plus de 5000 blessés. Cela aboutit à la fermeture et à la destruction de la caserne de la Gendarmerie après un an de siège des 100 fonctionnaires (sans eau et sans électricité).

## Démographie

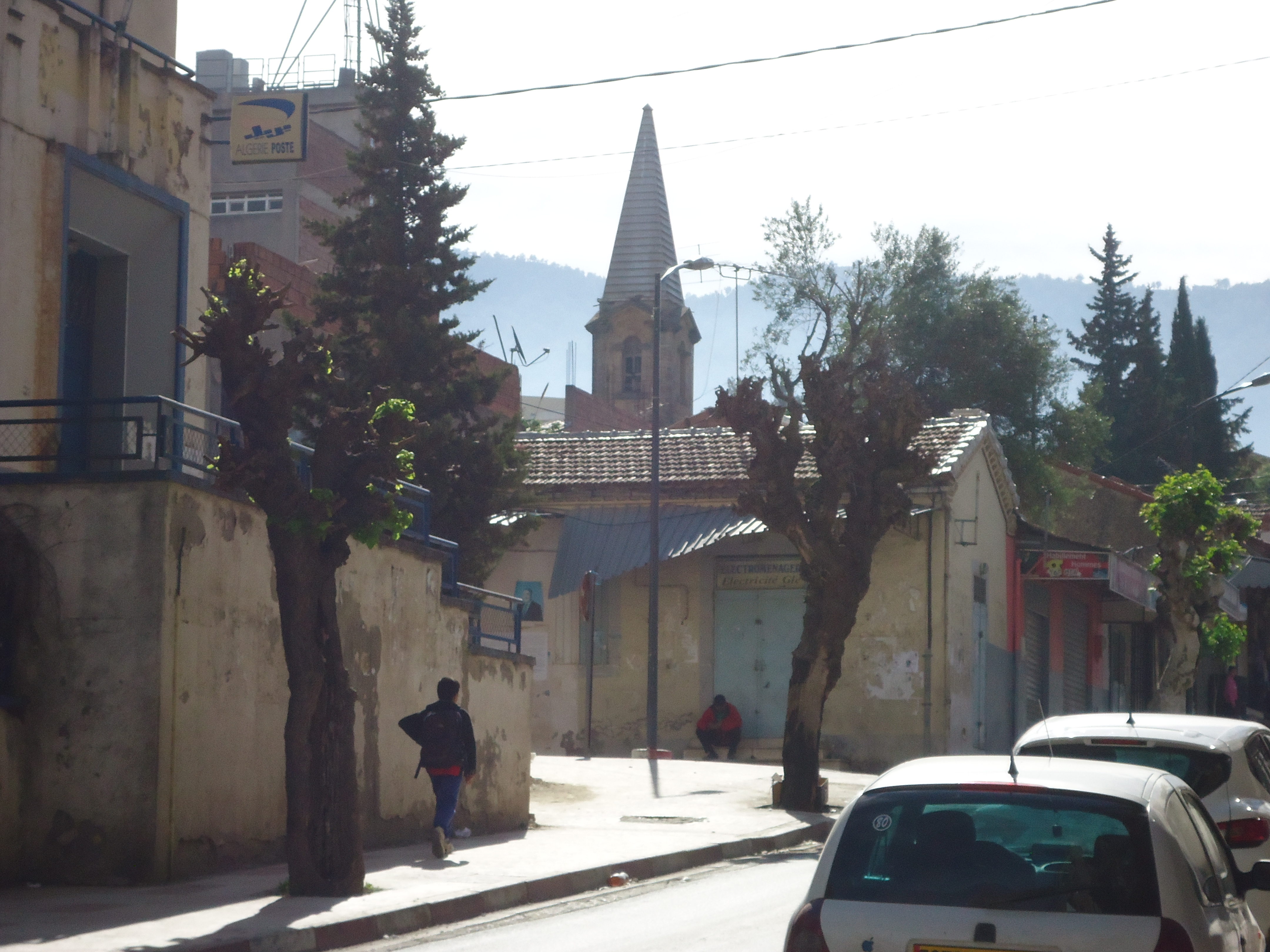
Bureau de poste Touabi Mohand.

L'agglomération d'Azazga rassemble en 2008, près de 40 000 habitants. La ville d'Azazga avec 25 000 habitants est classée quatrième de Grande Kabylie après Tizi-Ouzou 120 000 habitants, Bouira (70 000 habitants) et Tazmalt (26 000 habitants) ; et est la sixième ville de toute la Kabylie derrière, dans l'ordre Béjaia, Tizi Ouzou, Bouira (70 000 habitants), Akbou (42 000 habitants) et Tazmalt (26 000 habitants).
| 1958  | 1977   | 1987   | 1998   | 2008   |
| ----- | ------ | ------ | ------ | ------ |
| 6 944 | 16 556 | 25 670 | 30 911 | 34 683 |

## Administration

### Liste des maires
Plusieurs maires se sont succédé depuis la naissance de la commune. Le maire actuel est Mohand amokrane Bennadji, originaire du village de Cheurfa.
| Prénoms et Noms          | Date      |
| ------------------------ | --------- |
| Mustapha Bouadi          | 1997-2002 |
| Mohand amokrane Bennadji | 2002-2007 |
| Youcef Mezouani          | 2007-2012 |
| Mustapha Bouadi          | 2012-2017 |
| Mohand amokrane Bennadji | 2017-2022 |

### Enseignement

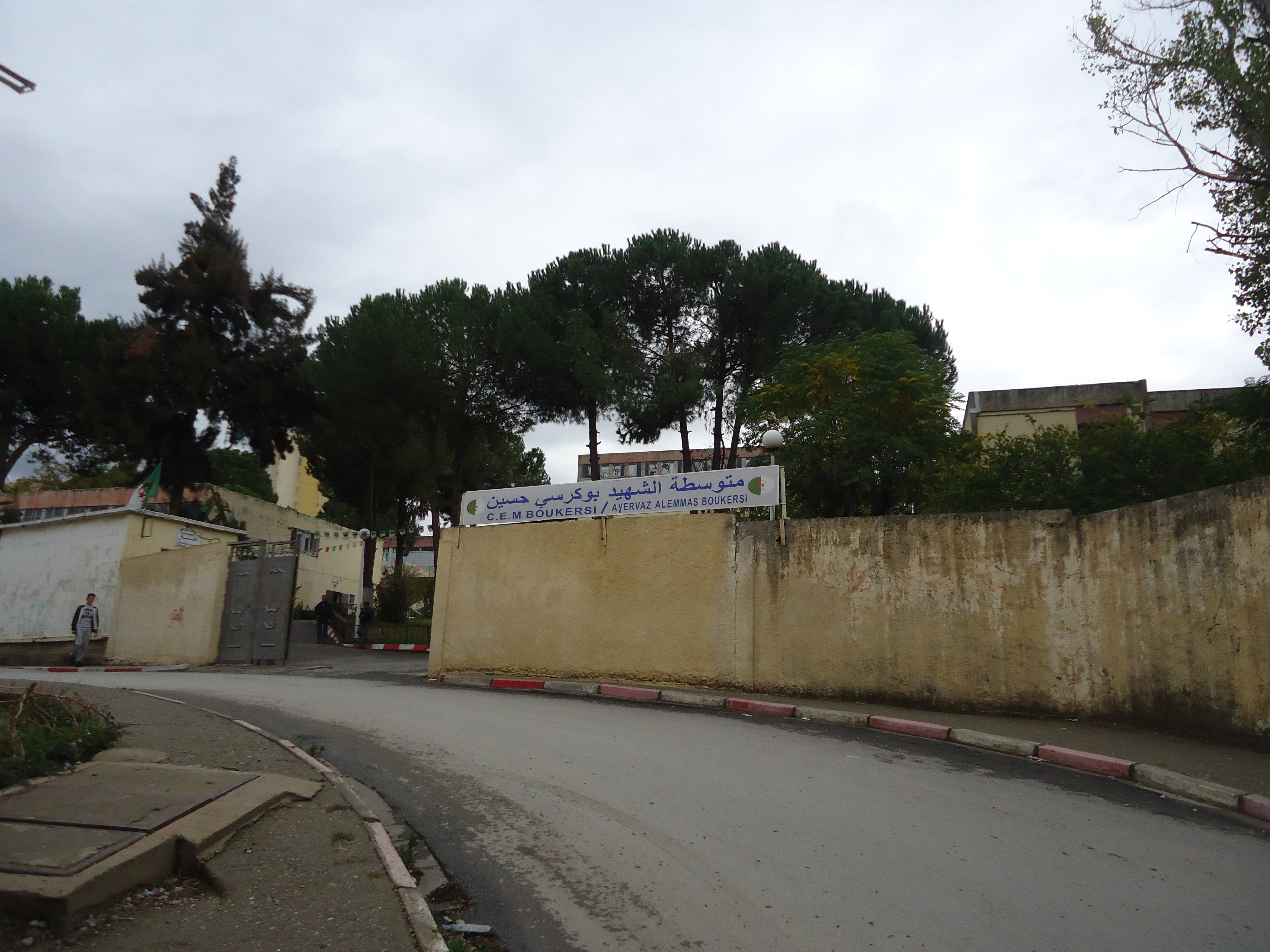
C.E.M Boukersi Hocine

La commune d'Azazga est dotée de quatorze écoles primaires, de quatre collèges : C.E.M Boukersi Hocine, C.E.M Filles Aïche Fatma, C.E.M Base 5 Tadert, C.E.M. Garçons Adnane, C.E.M. Ahmed Zaidat, et de trois lycées : lycée Chihani Bachir, lycée Sahoui Aldjia filles, Technique Yazourène Saïd ainsi que d'un centre de formation professionnelle et de l'école régionale des beaux arts.

### Santé

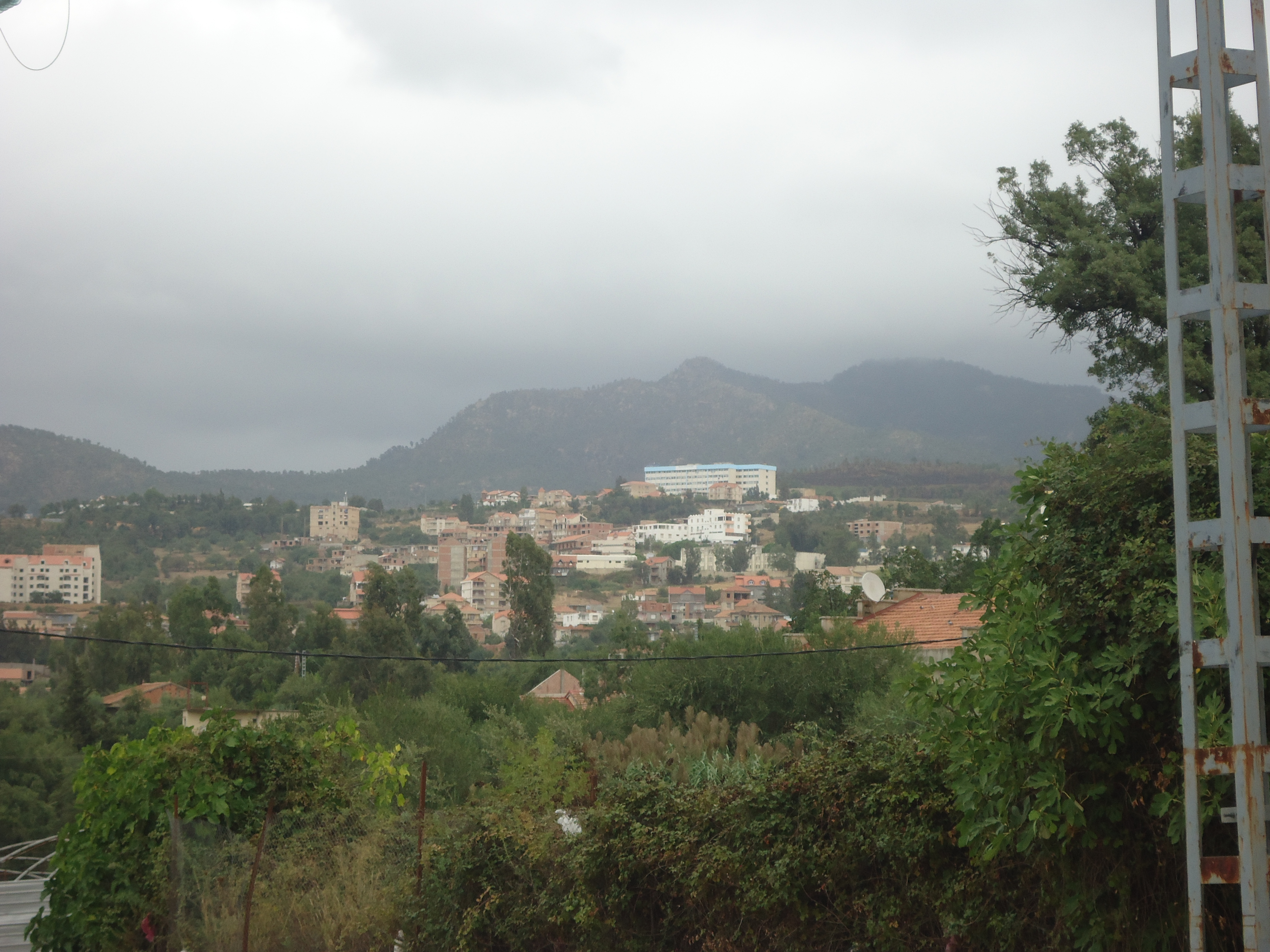
Vue surl'hôpital Meghnem Lounes depuis Azazga

L'hôpital d’Azazga, d'une capacité de 272 lits techniques dont 232 lits organisés, est implanté dans la commune d'Azazga, et est doté de :
- quatre services d'hospitalisation ;
- une unité d'urgence médico-chirurgicale ;
- une unité d'hémodialyse, un laboratoire ;
- un PTS, un service de radiologie ;
- un bloc opératoire doté de quatre salles opératoires.

L'établissement public hospitalier couvre trois daïras (sous-préfectures) soit 206515 habitants : Daïra (sous-préfecture) d'Azazga : Répartie sur 5 communes (89089 habitants), Daïra de Bouzeguene : Répartie sur 4 communes(61085 habitants), Daïra de Mekla : Répartie sur 3 communes (56341 habitants), Daïras limitrophe (Azeffoun, Adekar, Ouaguenoun)
Le service d'urgences médicales a ouvert ces portes le 1er Novembre 2013 au niveau de l'établissement public de santé de proximité (Polyclinique), le service fonction 24/24 il a pour but de soigner les malades et les blessés dans les plus brefs délais.

## Économie

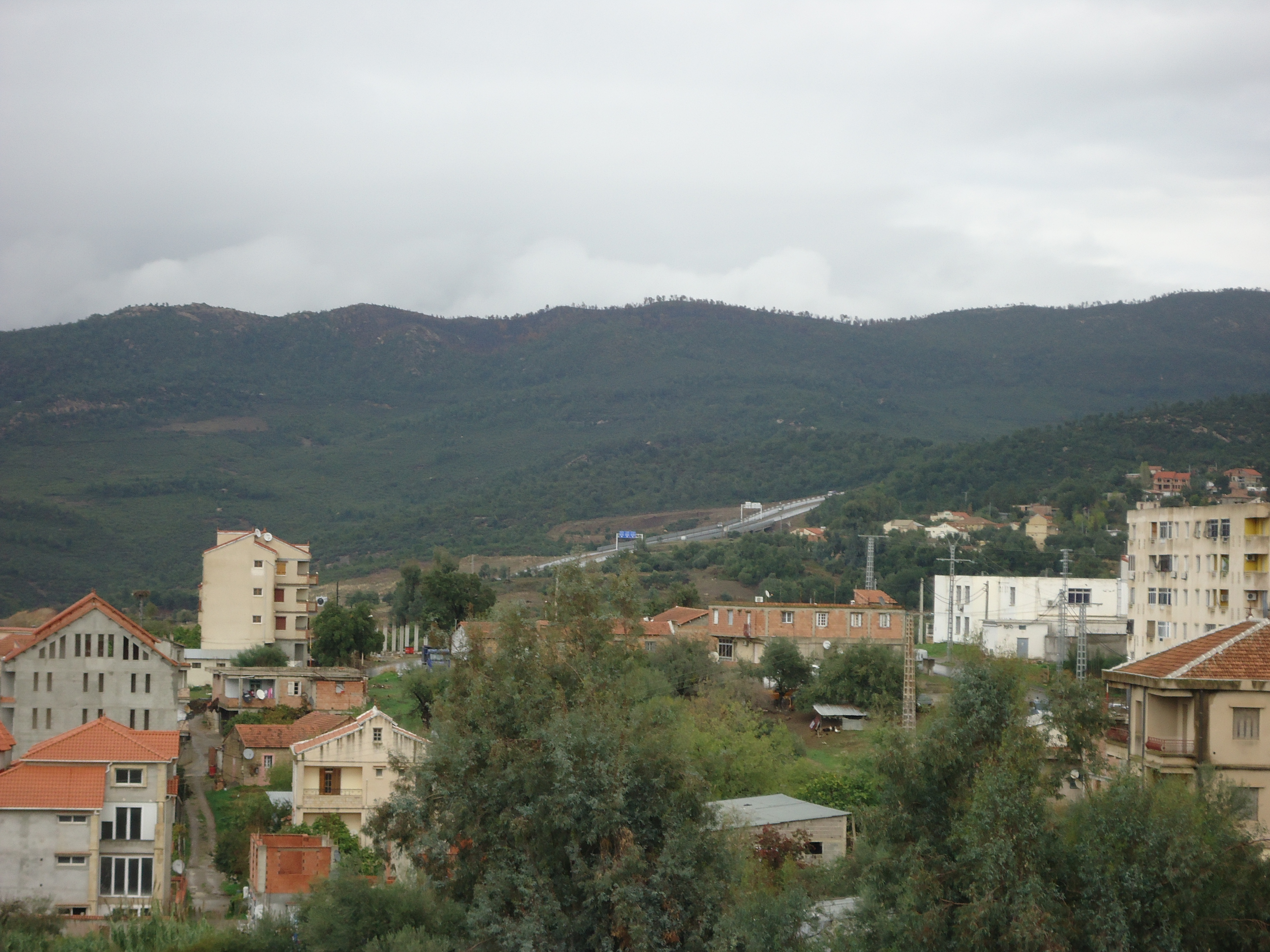
Voie d'évitement de Azazga en arrière plan.

La ville, un des tout premiers carrefours économiques de la région avec le Souq n ssevt (marché du samedi) est considéré comme l’un des plus importants de Kabylie. Sa position en fait une étape clé pour les voyageurs souhaitant aller vers Béjaïa, Ain El Hammam et les hauteurs du Djurdjura.
L'habitat est également un secteur dynamique (construction de villas, immeubles, etc) ; tout comme l'agriculture (fruits et légumes), l'élevage, la production d'huile d'olive, d'agrumes et de miel.
Plusieurs usines sont implantées dans la région (sonelec, briqueterie, liège, recyclage de plastique…)[Lesquelles ?]. Dans le domaine agro-alimentaire, on retrouve les usines de crème glacée Gini glace et yeti glace mais également des abattoirs de volailles et de viandes rouges et plusieurs huileries automatiques et semi automatiques de transformation d'huile d'olive de la région.

## Patrimoine

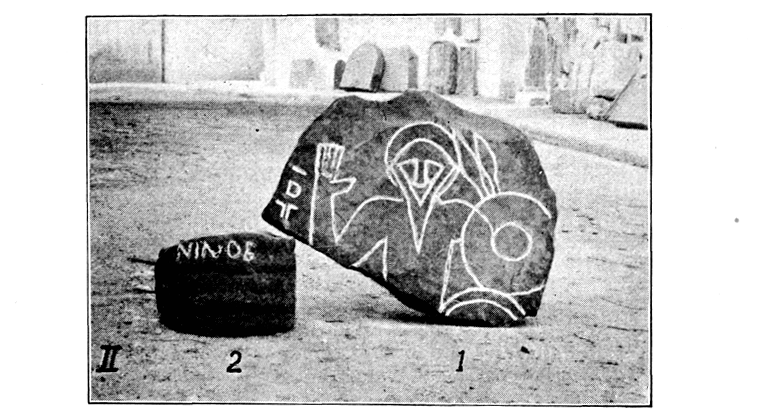
Un fragment d'une stèle lybique et un fragment d'une colonne annelée avec inscription

Découverte en 1910 d'un fragment de stèle à l'est d'Azazga dans le village de Cheurfa, sur le fragment on peut voir la tête d'un cavalier son bras droit est levé, et il tient de la main gauche un bouclier rond derrière lequel il y a deux fers de javelines.

### Gastronomie
Azazga est célèbre pour sa gastronomie raffinée. au mois de mars de chaque année, a lieu une fête annuelle de l’art culinaire pour promouvoir sa cuisine traditionnelle. La première édition a eu lieu en 2018.

## Vie quotidienne à Azazga

### Langues
Le kabyle est la langue parlée par la population d'Azazga.

### Sport
La ville de Azazga est doté d'un stade municipal situé à l'entrée ouest de la ville d'une capacité de 5400 places et muni d'une piste d'athlétisme, inauguré début des années 2010s.
L'équipe de football d'Azazga, la Jeunesse Sportive Azazga ou JSA, est l'un des plus anciens clubs d'Algérie. Il a été fondé en 1946 par Boukersi Saïd. En 2011, le club accède en Régionale grâce à sa victoire devant ses voisins de L’ES Azeffoun. Actuellement[Quand ?], il évolue en championnat inter-régions D4 Groupe Centre-Est.
Olympique Cheurfa d'Azazga est un club amateur de football de la ville d’Azazga, évoluant en Régional 1 (ligue d’Alger); sa création remonte à 1998 sous l’appellation de Union Cheurfa n'Bahloul (UCB). Le parcours du club est marqué par quatre accessions dont trois consécutives (2001/2002, 2002/2003, 2003/2004). Il a réussi à accéder en Division 4, à l’issue de la saison (2006/2007), et est devenu ainsi le 3e club de la wilaya de Tizi-Ouzou
En juin 2008, Ighil Bouzel crée un nouveau club : USA Union Sportive Azazga. Il débuta dans la saison 2008/2009 sous les couleurs bleu et jaune. Ce club avait aussi pendant de nombreuses années une section arts martiaux dans laquelle Bachir Chekini, venu de Vigneux-sur-Seine (91) en France et originaire du village de Rabta, a enseigné le full-contact pendant près de deux ans, formant de nombreux élèves et un moniteur plusieurs fois champion d'Algérie, de 2000 à 2002.
En 2010, un club spécialisé en boxe anglaise et kick boxing fut créé sous la présidence de Lyès Akhemoum, le Boxing Club Azazga ayant investi dans la formation des disciplines telles que la boxe anglaise, le kick boxing, le full contact et la boxe thaïlandaise. Le club a remporté de nombreux titres de champions d'Algérie.

## Personnalités liées à la commune
- Nouara, chanteuse kabyle;
- Abdelhamid Sadmi , ancien joueur et président du club de football de la Jeunesse sportive de Kabylie, plusieurs fois champion d'Algérie et champion d'Afrique, du village de Cheurfa;
- Kamel Igman ; chanteur kabyle originaire du village Aït Bouada;
- Mohand Ameziane Yazourene (1912-1988), colonel durant la Guerre d’Algérie, commandant la Wilaya III historique en Kabylie. Il est de Timizart;
- Arezki Abboute, militant des droits de l'homme et de la cause berbère;
- Mohand Amokrane Cherifi, économiste , homme politique, ex ministre du commerce 1987-1988, il a été Coordinateur exécutif de l'Alliance mondiale des villes contre la pauvreté dans le cadre du Programme des Nations unies pour le développement (PNUD).

## Galeries photographiques

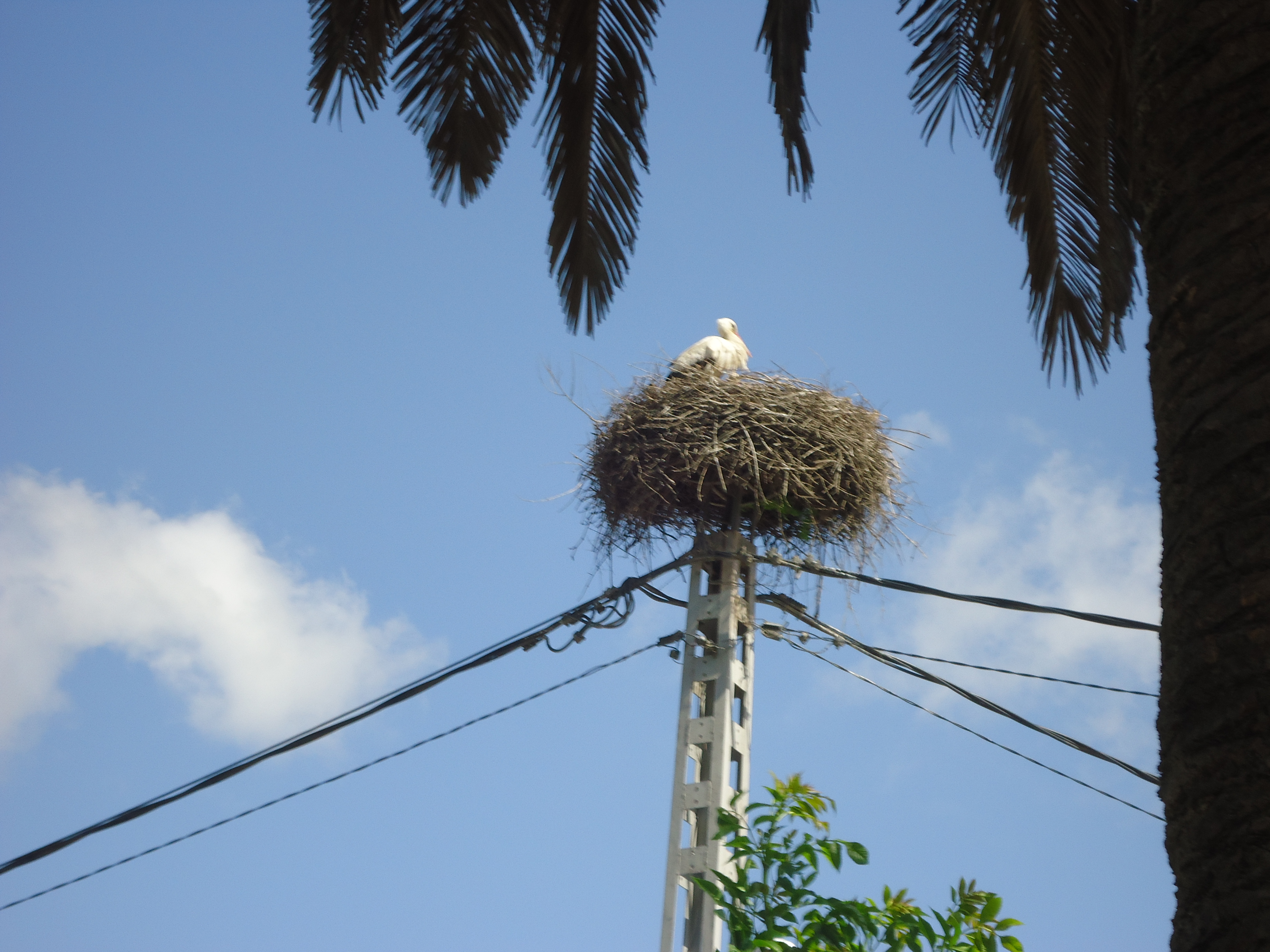
Nid de cigogne.
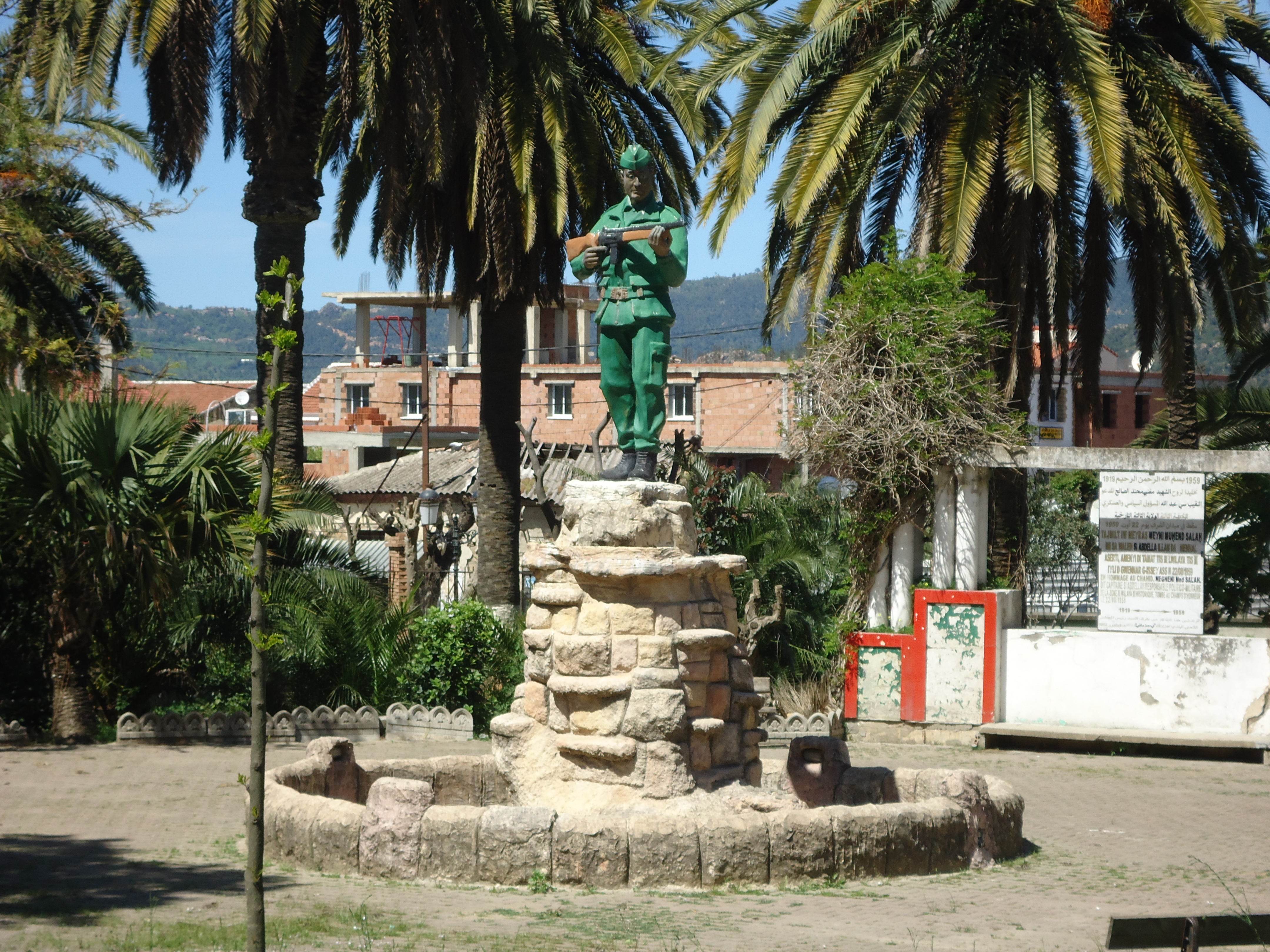
Jardin Mohand Oulhaj.
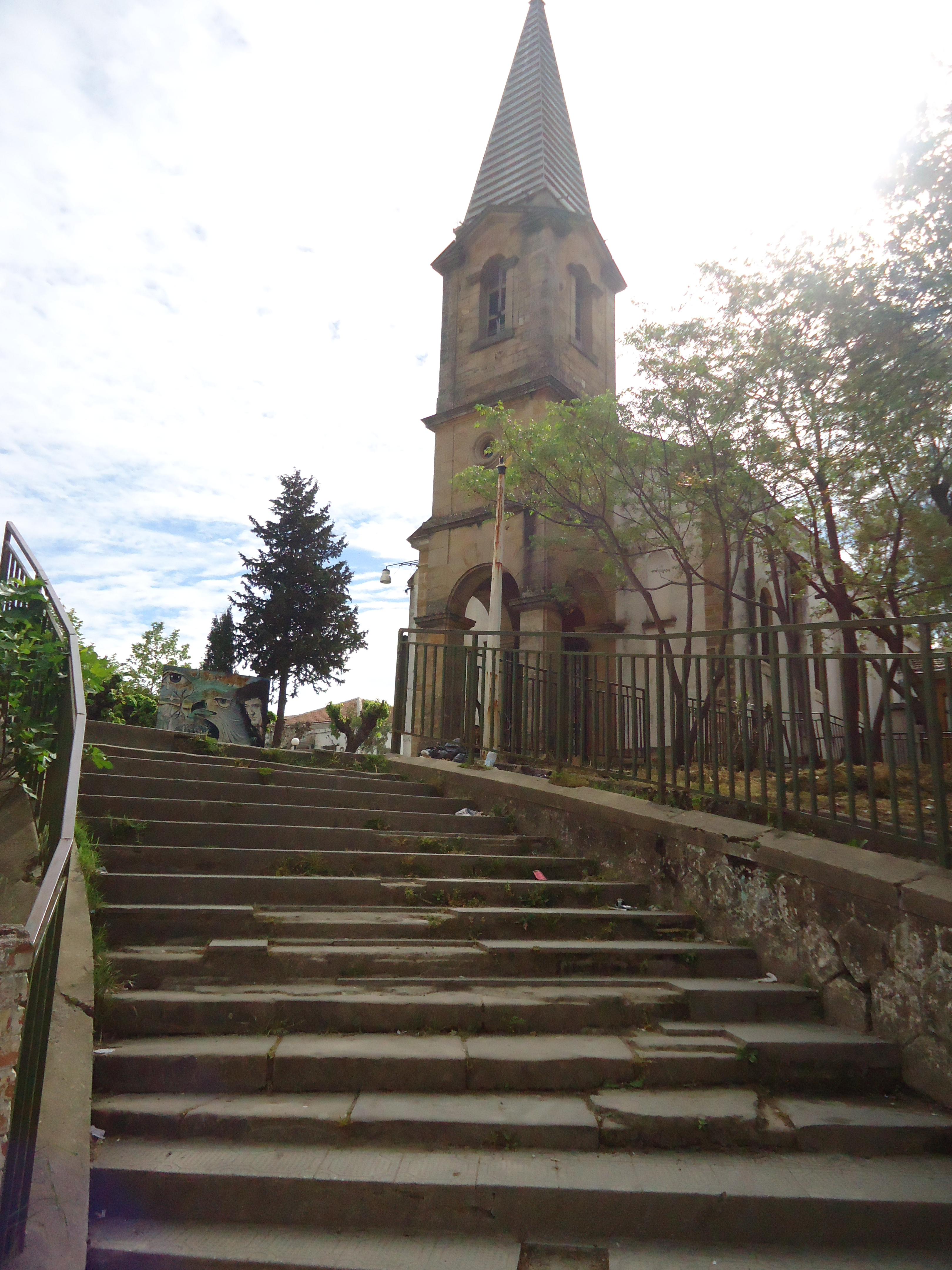
Ancienne église.